# Fårö distrikt
Fårö distrikt är ett distrikt i Gotlands kommun och Gotlands län. 
Distriktet omfattar ön Fårö och Gotska Sandön.

## Tidigare administrativ tillhörighet
Distriktet inrättades 2016 och utgörs av socknen Fårö.
Området motsvarar den omfattning Fårö församling hade vid årsskiftet 1999/2000.